# 가나가와정 (가나가와현)
가나가와정(일본어: 神奈川町)은 1889년 4월 1일부터 1901년 4월 1일 까지 존재했던 일본 가나가와현 다치바나군의 정이다. 

## 지리
현재의 요코하마시 가나가와구 중부, 니시구 북부에 해당한다.

## 역사
- 1889년 4월 1일 - 정촌제 시행에 의해 다치바나군 가나가와정이 성립하였다.
- 1901년 4월 1일 - 요코하마시에 편입되어, 동일 가나가와정은 폐지되었다.

## 교통

### 철도
- 국철 (현 JR동일본)
  - 현 도카이도 본선 (폐역. (게이큐 본선 가나가와역과는 다른 역))

### 도로
- 도카이 가도 (현재의 국도 제15호선

## 참고 문헌
- 角川日本地名大辞典編纂委員会,『角川日本地名大辞典 神奈川県』1984, 角川書店